# Apollonio (prefetto del pretorio)
Apollonio (in latino Apollonius; fl. 436-451) è stato un politico romano.
Fu comes sacrarum largitionum d'Oriente nel 436, poi prefetto del pretorio d'Oriente dal 21 agosto 442 al 22 maggio 443. Fu presente al concilio di Calcedonia del 451.
Va forse identificato con l'console del 460.